# Estación de Portbou
Portbou vasútállomás vasúti határállomás Spanyolországban, Katalónia tartományban, Portbou településen a spanyol-francia határon.  A Barcelona-Cerbère és a Narbonne-Portbou vasútvonalon található. Az állomás az Adif tulajdonában van, és a Rodalies de Catalunya R11-es regionális vonala és a Girona RG1-es ingázóvasútvonal szolgálja ki. Az állomást az SNCF által üzemeltetett Intercités vonatok is kiszolgálják.
Az állomáson minden vonatnak meg kell állnia, mivel a Franciaországból érkező és oda tartó vonatokon az nyomtávot kell állítani. Portbou vasútállomás és a franciaországi Cerbère vasútállomás között mindkét nyomtávolságú vasútvonal a Balitres alagúton keresztül halad át.

## Vasútvonalak
Az állomást az alábbi vasútvonalak érintik:
- Barcelona–Girona–Portbou-vasútvonal
- Narbonne–Portbou-vasútvonal

## Kapcsolódó állomások
A vasútállomáshoz az alábbi állomások vannak a legközelebb:
- Cerbère vasútállomás
- Colera vasútállomás